# Anémone des Apennins
Anemone apennina
Pour les autres emplois du terme, voir Apennin (homonymie).
Espèce
Classification phylogénétique
L'anémone des Apennins (Anemone apennina) est une espèce de plante vivace de la famille des Renonculacées.
Elle est parfois cultivée dans les jardins.

## Synonyme
- Anemonoides apennina (L.) Holub

## Description

### Caractéristiques
- Organes reproducteurs

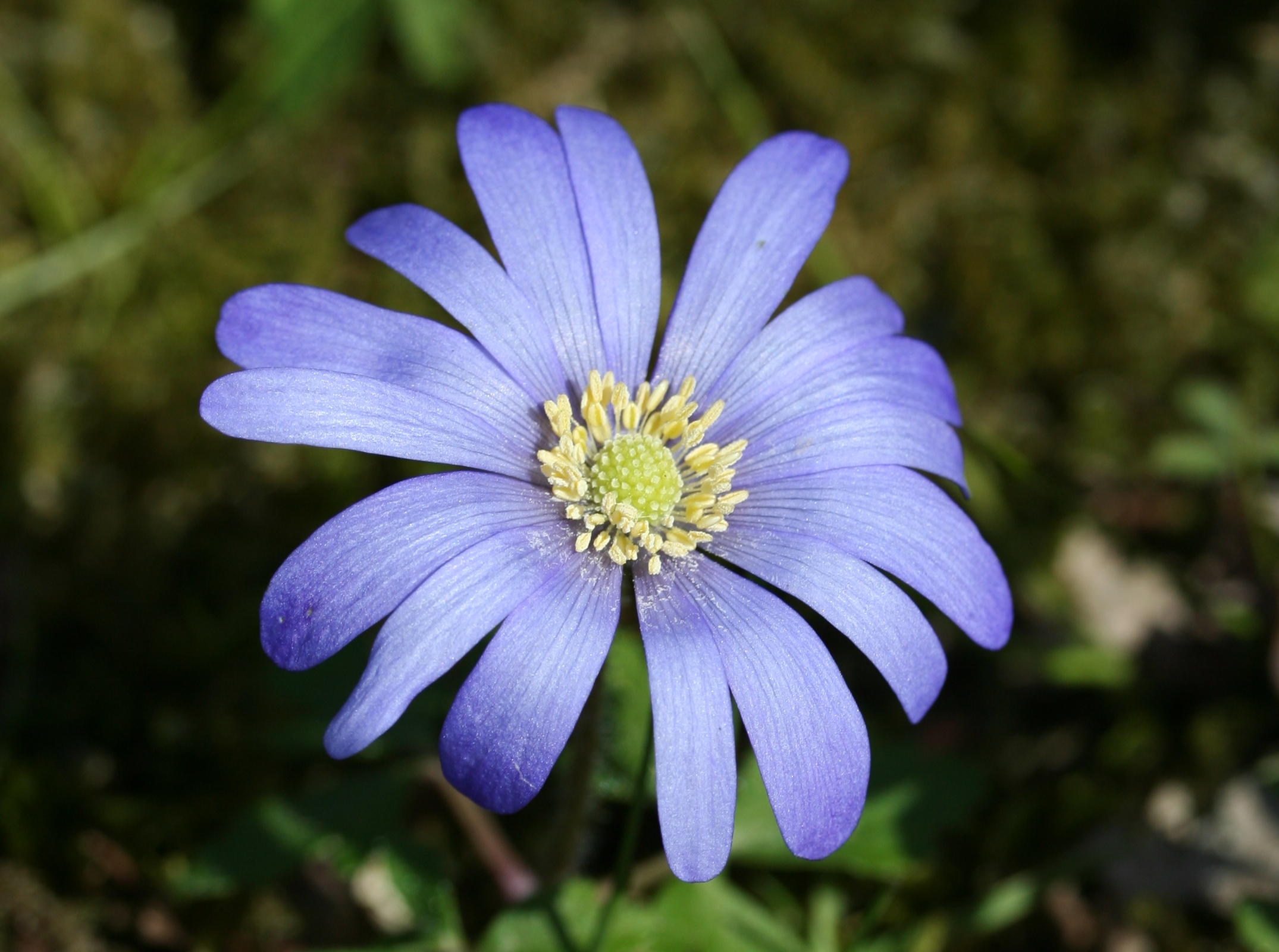
Fleur

- - Couleur dominante des fleurs : bleu
  - Période de floraison : mai
  - Inflorescence : fleur solitaire terminale
  - Sexualité : hermaphrodite
  - Pollinisation : entomogame
- Graine
  - Fruit : akène
  - Dissémination : épizoochore
- Habitat et répartition
  - Habitat type : annuelles commensales des cultures sarclées basophiles, médioeuropéennes, thermophiles
  - Aire de répartition : européen méridional

Données d'après : Julve, Ph., 1998 ff. - Baseflor. Index botanique, écologique et chorologique de la flore de France. Version : 23 avril 2004.